# Grønlægger
Grønlægger (tysk: Grünleger; engelsk: Easter Egger) er en betegnelse for alle høns, som ikke er racerene araucanaer eller ameraucanaer, der bærer på et bestemt gen, der gør, at hønes galde giver de æg, hun lægger en grøn eller blå æggeskalsfarve. 
Der er altså ikke andre specielle kendetegn på denne krydsning udover, at æggeskallerne er grønne eller blå. Af og til vil hønsene dog også have nogle af de andre specielle kendetegn for araucanaer som fx at have ørefjer, halsskæg og/eller at være haleløse. 
De grønlæggere der sælges i Danmark importeres oftest fra Tyskland under navnet Grünleger. 
Ofte forveksles grønlæggere med de mere sjældne araucanaer, især når der ikke er nogen synlig forskel. 
Grønlæggere stammer oprindeligt fra USA. 
- Grønlægger æg og et ISA Warren æg fra Roskilde